# Rejasari (Banjarmangu)
Rejasari is een bestuurslaag in het regentschap Banjarnegara van de provincie Midden-Java, Indonesië. Rejasari telt 1862 inwoners (volkstelling 2010).